# Bataille d'Ampfing
Seconde Coalition
Batailles
Guerre de la Deuxième Coalition
- St George's Caye (navale) (09-1798)
- Nicopolis (10-1798)
- Corfou (11-1798)
- Copenhague (navale) (04-1801)
- Algésiras (navale) (06-1801)

Campagne de Hollande
- Callantsoog (08-1799)
- Vlieter (08-1799)
- Zyp (09-1799)
- Bergen (09-1799)
- Alkmaar (10-1799)
- Castricum (10-1799)

Campagne de Suisse
- Ostrach (03-1799)
- Feldkirch (03-1799)
- 1re Stockach (03-1799)
- Frauenfeld (05-1799) (en)
- Winterthour (05-1799)
- 1re Zurich (06-1799)
- Schwytz (08-1799)
- Amsteg (08-1799) (en)
- Saint-Gothard (09-1799)
- 2e Zurich (09-1799)
- Linth (09-1799) (en)
- Muten (10-1799) (ru)
- Engen (05-1800)
- 2e Stockach (05-1800)
- Moesskirch (05-1800)
- Biberach (05-1800)
- Erbach (05-1800)
- Höchstädt (06-1800)
- Ampfing (12-1800)
- Hohenlinden (12-1800)

Campagne d'Égypte
- Malte 1 (06-1798)
- Malte 2 (06-1798)
- Alexandrie (07-1798)
- Chebreiss (07-1798)
- Pyramides (07-1798)
- 1re Aboukir (08-1798)
- Salheyeh (08-1798)
- Malte 3 (09-1798)
- Sédiman (10-1798)
- Caire (10-1798)
- Samanouth (01-1799)
- El Arish (02-1799)
- Syène (02-1799)
- Jaffa (03-1799)
- Saint-Jean-d'Acre (03-1799)
- Mont-Thabor (04-1799)
- 2e Aboukir (07-1799)
- Damiette (11-1799)
- Héliopolis (03-1800)
- 3e Aboukir (03-1801)
- Mandora (03-1801)
- Canope (03-1801)
- Fort Jullien (04-1801)
- Le Caire (06-1801) (en)
- Alexandrie (08-1801)

2e Campagne d'Italie
- Vérone (03-1799)
- Magnano (04-1799)
- Cassano (04-1799)
- Mantoue (04-1799)
- Bassignana (05-1799)
- 1re Marengo (05-1799) (en)
- Modène (06-1799) (en)
- Trebbia (06-1799)
- 2e Marengo (06-1799) (en)
- Novi 1 (08-1799)
- Rome (09-1799)
- Mannheim (09-1799) (en)
- Novi 2 (10-1799) (en)
- Genola (11-1799)
- Gênes (04-1800)
- Sassello (04-1800) (en)
- Fort Bard (05-1800)
- Verceil (05-1800)
- Turbigo (05-1800)
- Montebello (06-1800)
- 3e Marengo (06-1800)
- Pozzolo (12-1800)

La bataille d'Ampfing se déroule le 1er décembre 1800 et voit les deux divisions françaises de Paul Grenier se défendre contre l'Armée des Habsbourg pour le contrôle d'Ampfing (située à 63 km de Munich à l'est et à 8 km de Mühldorf am Inn à l'ouest) dans le sud de l'Allemagne durant la Seconde Coalition lors des guerres de la Révolution française.

## Déroulement de la bataille
Les Autrichiens, commandés par l'archiduc Jean, forcent les Français à battre en retraite mais subissent toutefois des pertes importantes.
Après l'expiration de la trêve estivale en novembre 1800, à la fois les armées autrichienne et française se précipitent pour venir à bout du camp adverse à l'est de Munich. L'archiduc Jean réussit à porter le gros de son armée contre l'aile gauche de l'armée de Jean Moreau, alors sous commandement de Paul Grenier près d'Ampfing. En infériorité numérique, les deux divisions françaises livrent un combat d'arrière-garde féroce pendant six heures avant de se replier en bon ordre.

## Conséquences
Les Autrichiens, malgré leurs pertes élevées (3 000 hommes), pensent que les Français sont en pleine retraite. Ils poursuivent l'armée française à travers un terrain boisé. Mais, au lieu de fuir, Moreau et ses troupes prennent position pour contrer les Autrichiens. Les deux armées s'affrontent dans la bataille décisive de Hohenlinden deux jours plus tard.